# Zhuoshui
Der Zhuoshui (chinesisch 濁水溪, Pinyin Zhuóshuǐ Xī, W.-G. Choshui Hsi, Pe̍h-ōe-jī Lô-chúi-khoe – „Trübes Wasser“) ist mit einer Länge von 186,6 km der längste Fluss Taiwans.  Er entspringt zwischen dem Haupt- und Ostgipfel des Hehuanshan im taiwanischen Zentralgebirge und mündet in die Formosastraße.

## Verlauf

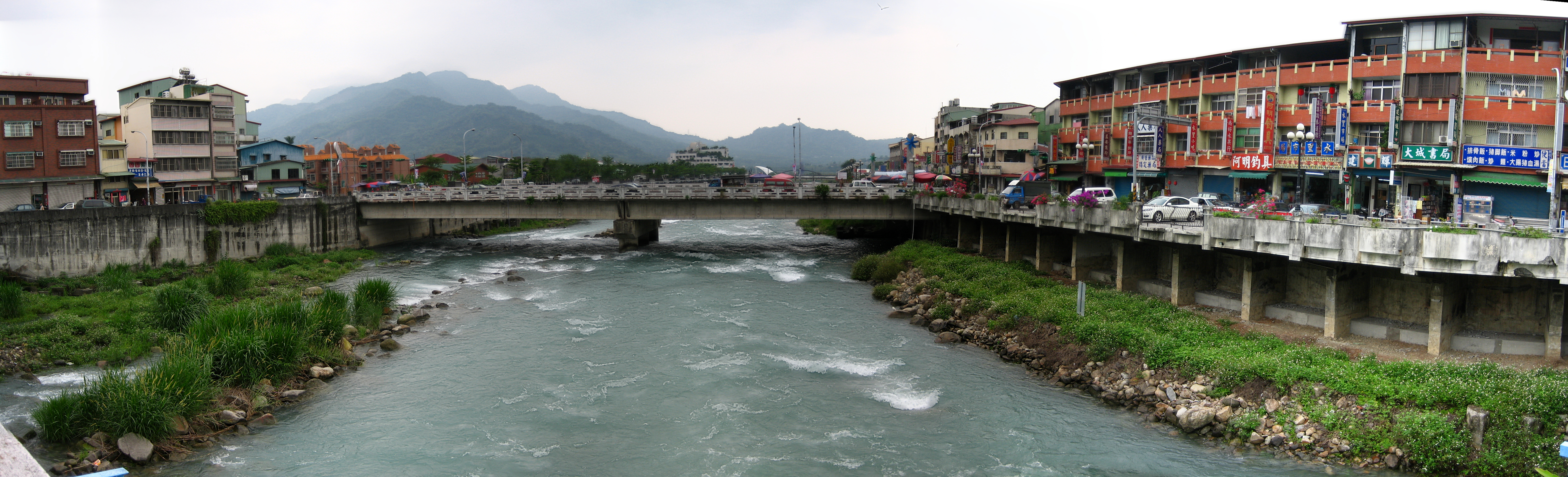
Der Fluss bei Shuili

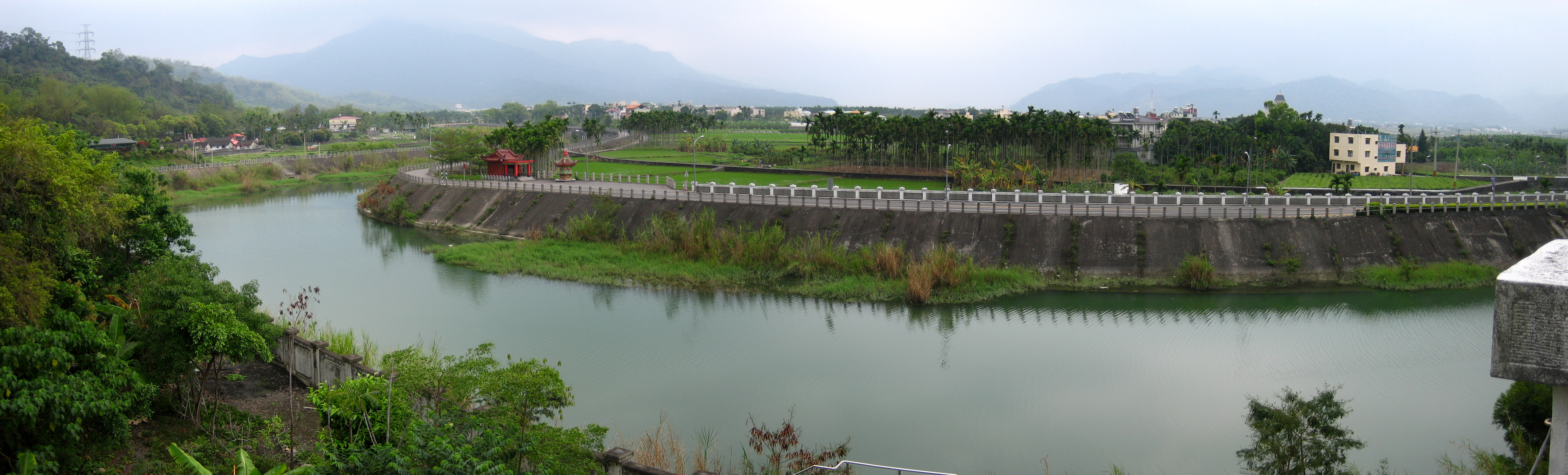
Der Fluss bei Jiji

Die wichtigsten Nebenflüsse des Zhuoshui sind der Qingshui, der Dongpuna und der Chenyoulan. Der Zhuoshui durchfließt in westlicher Richtung die Landkreise Nantou, Chiayi, Changhua und Yunlin und bildet an einigen Stellen die Grenze zwischen den Landkreisen Changhua und Yunlin. Der Fluss passiert unter anderem die Orte Shuili, Mingjian, Zhushan, Xiluo und Dacheng, wo er in die Formosastraße mündet.

## Geschichte
Den Namen Zhuoshui („Trübes Wasser“) verdankt der Fluss seinem hohen Sedimentgehalt, der sein Wasser an vielen Stellen sichtbar trübt. Nach der Gründung des Landkreises Changhua im Jahr 1723 arbeiteten sich chinesische Siedler von der Mündung des Zhuoshui aus ins Landesinnere vor und machten das Land an beiden Ufern urbar. Durch seine geografische Lage im Zentrum Taiwans wird der Zhuoshui oft als inoffizielle Grenze zwischen Nord- und Südtaiwan betrachtet. Zur Zeit der japanischen Herrschaft über Taiwan förderten die Kolonialherren nördlich des Flusses den Anbau von Reis, südlich des Zhuoshui den Anbau von Zuckerrohr.

## Wirtschaft
Der Zhuoshui ist auch heute noch von großer Bedeutung für die Bewässerung in der Landwirtschaft in seinem Einzugsgebiet. Darüber hinaus ermöglicht es das hohe Gefälle in den oberen Flussabschnitten, mithilfe von Wasserkraft Strom zu erzeugen und Stauseen anzulegen. Die Wassermenge des Zhuoshui nimmt in den trockenen Sommermonaten deutlich ab, so dass keine Schifffahrt möglich ist. Der Fluss wird von einer Vielzahl alter wie moderner Brücken überquert, zum Beispiel von der Zhuoshui-Brücke des Taiwanischen Hochgeschwindigkeitszugs.